# Malorie Blanc
Malorie Blanc (6 gennaio 2004) è una sciatrice alpina svizzera.

## Biografia
Attiva dal novembre del 2020, in Coppa Europa la Blanc ha esordito il 9 dicembre 2021 a Zinal in supergigante, senza completare la prova, e ha conquistato il primo podio il 25 gennaio 2024 a Orcières nella medesima specialità (3ª); ai Mondiali juniores di Alta Savoia 2024 ha vinto la medaglia d'oro nel supergigante e nella combinata a squadre e quella d'argento nella discesa libera e il 17 dicembre dello stesso anno ha ottenuto la prima vittoria in Coppa Europa, a Zinal in supergigante. In Coppa del Mondo ha debuttato il 21 dicembre 2024 a Sankt Moritz in supergigante, senza terminare la prova, e ha conquistato il primo podio nella sua seconda gara nel circuito, l'11 gennaio 2025 a Sankt Anton am Arlberg in discesa libera (2ª), partendo col pettorale 46. Ai Mondiali di Saalbach-Hinterglemm 2025, sua prima presenza iridata, si è classificata 19ª nella discesa libera, 12ª nel supergigante e 15ª nella combinata a squadre; non ha preso parte a rassegne olimpiche.

## Palmarès

### Mondiali juniores
- 3 medaglie:
  - 2 ori (supergigante, combinata a squadre ad Alta Savoia 2024)
  - 1 argento (discesa libera ad Alta Savoia 2024)

### Coppa del Mondo
- Miglior piazzamento in classifica generale: 45ª nel 2025
- 1 podio (in discesa libera):
  - 1 secondo posto

### Coppa Europa
- Miglior piazzamento in classifica generale: 16ª nel 2024
- 4 podi:
  - 1 vittoria
  - 1 secondo posto
  - 2 terzi posti

#### Coppa Europa - vittorie
| Data             | Località | Paese    | Specialità |
| ---------------- | -------- | -------- | ---------- |
| 17 dicembre 2024 | Zinal    | Svizzera | SG         |

Legenda:

SG = supergigante

### Campionati svizzeri
- 3 medaglie:
  - 1 argento (supergigante nel 2025)
  - 2 bronzi (combinata nel 2022; slalom gigante nel 2025)